# Lombardiet Rundt 2010
Lombardiet Rundt 2010 var den 104. udgave af Lombardiet Rundt, og blev arrangeret 16. oktober 2010. Det var det sidste løb i UCI World Ranking. Løbet var på 260 km og gik fra Milano til Como.

## Resultater
|    | Rytter             | Hold               | Tid     |
| -- | ------------------ | ------------------ | ------- |
| 1  | Philippe Gilbert   | Omega Pharma-Lotto | 6:46.43 |
| 2  | Michele Scarponi   | Androni Giocattoli | + 0.12  |
| 3  | Pablo Lastras      | Caisse d'Epargne   | + 0.55  |
| 4  | Jakob Fuglsang     | Team Saxo Bank     | + 1.08  |
| 5  | Vincenzo Nibali    | Liquigas-Doimo     | + 1.08  |
| 6  | Samuel Sánchez     | Euskaltel-Euskadi  | + 1.12  |
| 7  | Mikel Nieve        | Euskaltel-Euskadi  | + 2.07  |
| 8  | Mauro Santambrogio | BMC Racing Team    | + 3.01  |
| 9  | Carlos Barredo     | Quick Step         | + 3.25  |
| 10 | Giampaolo Caruso   | Katusha            | + 3.50  |